# Kråkö hamn
Kråkö hamn är en by (fiskeläge) på Kråkön i  Hudiksvalls kommun, Gävleborgs län.
Kråkö hamn ligger i en skyddad vik på Kråköns norra sida och skyddas från Bottenhavet av udden Kråkskär. Hamnen har använts som fiskehamn av ortsbefolkning under långa tider.
Här ligger även ett gammalt kapell, Kråkö kapell, byggt år 1736. Området ingår i naturreservatet Agön-Kråkön.